# Alès
Alès (antigamente chamada de Alais) é uma comuna de França, localizada no departamento de Gard, região de Occitânia.

## Geografia

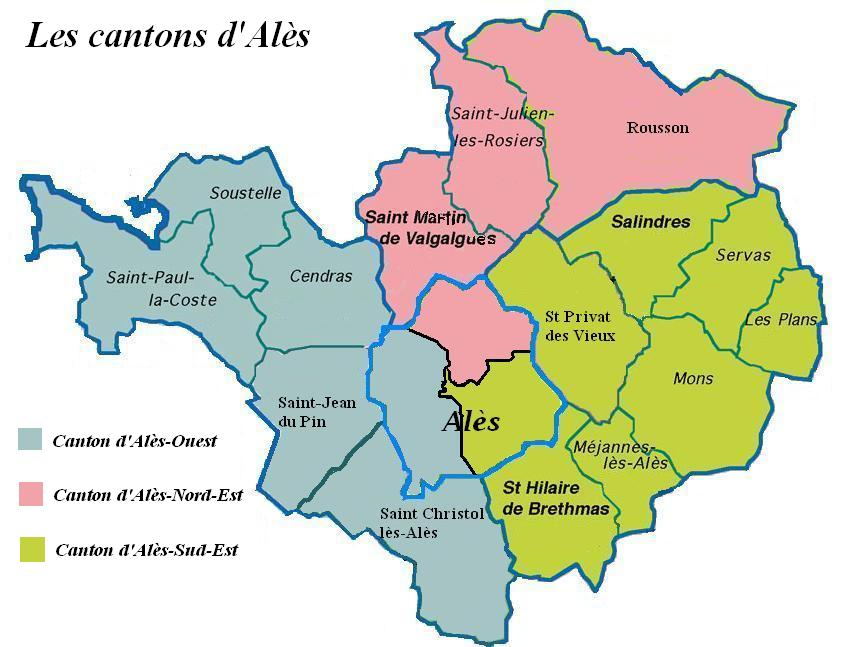
Cantões de Alès

Localizada a 40 km a nor-noroeste de Nimes, a cidade de Alès está edificada aos pés das Cevenas. A geografia local associada ao comportamento por vezes violento do clima e à rápida urbanização tornam a cidade particularmente sensível aos riscos de inundações, como foi o caso a 30 de Setembro e 4 de Outubro de 1958 e a 9 de Setembro de 2002.

## Economia

### Feiras
Todos os anos, três feiras tradicionais têm lugar: a 17 de Fevereiro, 27 de Abril e a 24 de Agosto. Estas datas passam para o dia seguinte caso correspondam a um domingo ou a um dia feriado.

## Personalidades famosas

### Ciência
- Lucile Randon, pessoa mais velha do mundo a partir de 19/04/22 (validada)
- Louis Leprince-Ringuet (1901-2000), físico da Academia francesa, passou a sua infância em Alès;
- Jean-Baptiste Dumas (1800-1884), químico e político;
- François Boissier de Sauvages (1706-1763) médico e botanista;
- Antoine Deparcieux (1703-1768), matemático nascido em Portes perto de Alès;

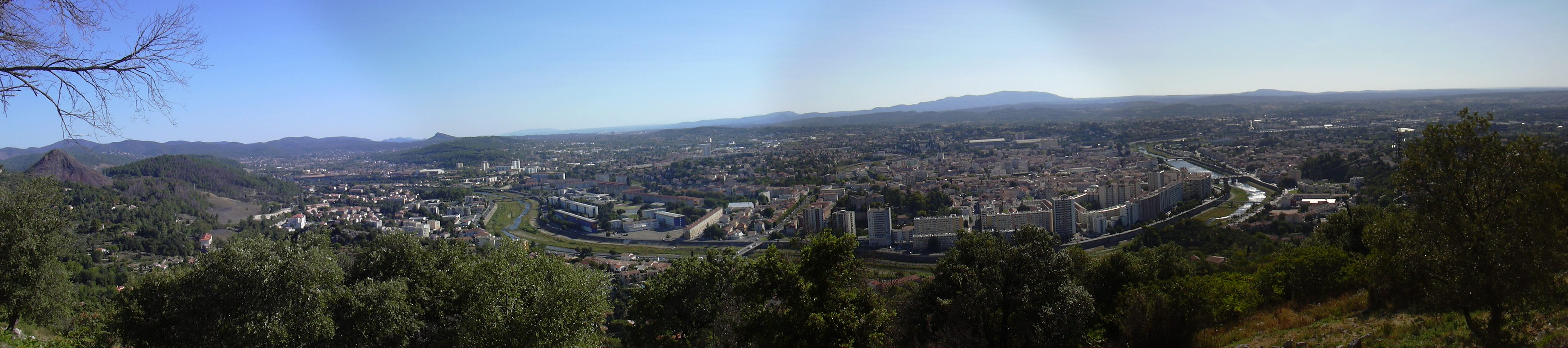
Panorama da cidade.